# Aquilegia loriae
Aquilegia loriae là một loài thực vật có hoa trong họ Mao lương. Loài này được S.L.Welsh & N.D.Atwood mô tả khoa học đầu tiên năm 2001.